# Bodio (Calanca)
Bodio (toponimo italiano) è una frazione del comune svizzero di Calanca, nella regione Moesa (Canton Grigioni).

## Geografia fisica
Bodio è situato in Val Calanca, sulla sponda destra del torrente Calancasca.

## Storia
Bodio è stato frazione di Cauco dal 1851 fino al 1º gennaio 2015, quando questo è stato accorpato agli altri comuni soppressi di Arvigo, Braggio e Selma per formare il nuovo comune di Calanca.

## Monumenti e luoghi d'interesse
- Cappella della Madonna di Loreto (già di San Bernardino da Siena), eretta nel 1650[1];
- Ca' del Pin con pitture barocche di Johann Jacob Rieg (1720-1725 circa)[senza fonte].